# Kaldbak
Kaldbak est un village des îles Féroé, situé plus précisément sur l'île de Streymoy.
Les excavations montrent que Kaldbak est habitée depuis le XIe siècle. L'église de Kaldbak a été construite en 1835.